# Kvärlöv
Kvärlöv è un'area urbana della Svezia situata nel comune di Landskrona, contea di Scania.
La popolazione rilevata nel censimento 2010 era di 226 abitanti .